# Přebor Kraje Vysočina 2017/2018
V soubojích 16. ročníku Přeboru Kraje Vysočina 2017/18 (jedna ze skupin 5. fotbalové ligy) se utkalo 14 týmů každý s každým dvoukolovým systémem podzim–jaro. Tento ročník začal v sobotu 5. srpna 2017 úvodním zápasem 1. kola a celého ročníku (FC Chotěboř – FC Velké Meziříčí „B“ 5:0) a skončil v sobotu 16. června 2018 zbývajícími pěti utkáními 26. kola.

## Nové týmy v sezoně 2017/18
- Z Divize D 2016/17 sestoupila do Přeboru Vysočiny mužstva FK Pelhřimov a SK Bystřice nad Pernštejnem.
- Ze skupin I. A třídy Vysočiny 2016/17 postoupila mužstva TJ Sokol Košetice (vítěz skupiny A), TJ Dálnice Speřice (2. místo ve skupině A) a TJ Sokol Kouty (vítěz skupiny B).

## Nejlepší střelec
Nejlepšími střelci ročníku se stali Martin Odvářka z FC Chotěboř a Jan Pešek z FK Kovofiniš Ledeč nad Sázavou, oba vstřelili 16 branek.

## Konečná tabulka
Zdroj: 
| Poř. | Tým                                  | Z  | V  | R | P  | VG | OG | B  |
| ---- | ------------------------------------ | -- | -- | - | -- | -- | -- | -- |
| 1.   | AFC Humpolec                         | 26 | 19 | 5 | 2  | 58 | 15 | 62 |
| 2.   | SK Bystřice nad Pernštejnem (S)      | 26 | 19 | 4 | 3  | 68 | 32 | 61 |
| 3.   | FC Chotěboř                          | 26 | 16 | 5 | 5  | 71 | 31 | 53 |
| 4.   | FK Kovofiniš Ledeč nad Sázavou       | 26 | 13 | 4 | 9  | 61 | 41 | 43 |
| 5.   | TJ Nová Ves u Nového Města na Moravě | 26 | 13 | 4 | 9  | 48 | 45 | 43 |
| 6.   | TJ Dálnice Speřice (N)               | 26 | 12 | 3 | 11 | 50 | 41 | 39 |
| 7.   | TJ Sapeli Polná                      | 26 | 11 | 6 | 9  | 53 | 44 | 39 |
| 8.   | SK Huhtamaki Okříšky                 | 26 | 10 | 7 | 9  | 31 | 27 | 37 |
| 9.   | FK Pelhřimov (S)                     | 26 | 10 | 5 | 11 | 58 | 50 | 35 |
| 10.  | FC Velké Meziříčí „B“                | 26 | 9  | 5 | 12 | 34 | 48 | 32 |
| 11.  | TJ Sokol Košetice (N)                | 26 | 6  | 7 | 13 | 27 | 49 | 25 |
| 12.  | SK Přibyslav                         | 26 | 6  | 3 | 17 | 42 | 63 | 21 |
| 13.  | TJ Destrukce Jaroměřice nad Rokytnou | 26 | 4  | 1 | 21 | 30 | 99 | 13 |
| 14.  | TJ Sokol Kouty (N)                   | 26 | 3  | 3 | 20 | 42 | 88 | 12 |

Poznámky:
- Z = Odehrané zápasy; V = Vítězství; R = Remízy; P = Prohry; VG = Vstřelené góly; OG = Obdržené góly; B = Body; (S) = Mužstvo sestoupivší z vyšší soutěže; (N) = Mužstvo postoupivší z nižší soutěže (nováček)

|  | Postup do Divize D 2018/19                         |
|  | Sestup do skupin I. A třídy Kraje Vysočina 2018/19 |